# Голубев, Валентин Андреевич
Валентин Андреевич Голубев (3 мая 1992, пос. Заветы Ильича Хабаровского края) — российский волейболист, либеро клуба «Белогорье» и сборной России, чемпион Европы (2017). Заслуженный мастер спорта России (2021).

## Биография
Волейболом занимается с 9 лет. В 2008 году во время выступления на Международных спортивных играх «Дети Азии» за сборную Хабаровского края Валентина Голубева заметили тренеры новосибирского «Локомотива».
С 2008 года играл за фарм-команду «Локомотива» СДЮШОР в высшей лиге «Б», начинал игровую карьеру как связующий. В сезоне-2010/11 провёл первые матчи в Суперлиге. В составе «Локомотива» становился обладателем Кубка России (2011), победителем Лиги чемпионов (2012/13), серебряным призёром чемпионата страны (2013/14).
В сборной России дебютировал 23 ноября 2013 года в Токио в матче Всемирного Кубка чемпионов против сборной Бразилии. В 2014 году выступал на Мировой лиге и чемпионате мира в Польше.
Сезон-2015/16 Валентин Голубев провёл на правах аренды в красноярском «Енисее», весной 2016 года вернулся в «Локомотив».
В сентябре 2017 года в составе сборной России выиграл золотую медаль на чемпионате Европы в Польше. На турнире выступал в паре с Романом Мартынюком, выходя, в основном, на защиту на подачах российских волейболистов.
В сезоне-2018/19 играл за «Белогорье» и завоевал Кубок вызова. В июне 2019 года перешёл в казанский «Зенит», где провёл четыре сезона, став чемпионом России (2022/23) и трёхкратным обладателем Кубка страны. В мае 2023 года пополнил состав кемеровского «Кузбасса».
Летом 2019 года вернулся в сборную России и в её составе стал победителем Лиги наций. В 2021 году выиграл серебряную медаль Олимпийских игр в Токио.

## Достижения

### Со сборными
- Серебряный призёр Олимпийских игр (2020).
- Чемпион Европы (2017).
- Победитель Лиги наций (2019).
- Серебряный призёр Всемирного Кубка чемпионов (2013).
- Победитель Всемирной Универсиады (2013).
- Бронзовый призёр летних юношеских Олимпийских игр (2010).
- Чемпион всероссийской Спартакиады (2022) в составе сборной Татарстана.

### В клубной карьере
- Чемпион России (2022/23), серебряный (2013/14, 2019/20) и бронзовый (2016/17, 2021/22, 2024/25) призёр чемпионата России.
- Обладатель Кубка России (2011, 2019, 2021, 2022), финалист Кубка России (2014).
- Победитель Лиги чемпионов (2012/13).
- Обладатель Кубка вызова (2018/19).
- Серебряный (2013) и бронзовый (2019) призёр клубного чемпионата мира.

### Индивидуальные призы
- Лучший либеро «Финала четырёх» Кубка России (2019).

## Награды
- Медаль ордена «За заслуги перед Отечеством» I степени (11 августа 2021 года) — за большой вклад в развитие отечественного спорта, высокие спортивные достижения, волю к победе, стойкость и целеустремленность, проявленные на Играх XXXII Олимпиады 2020 года в городе Токио (Япония)[6].
- Почётная грамота Президента Российской Федерации (19 июля 2013 года) — за высокие спортивные достижения на XXVII Всемирной летней универсиаде 2013 года в городе Казани[7].